# مصفوفة متماثلة منحرفة
في الرياضيات وبالتحديد في الجبر الخطي، مصفوفة متماثلة منحرفة (بالإنجليزية: Skew-symmetric matrix)‏ هي مصفوفة مربعة منقولتها تساوي مقابلها الجمعي.
{\displaystyle {\begin{bmatrix}0&2&-1\\-2&0&-4\\1&4&0\end{bmatrix}}.}